# Enoturismo

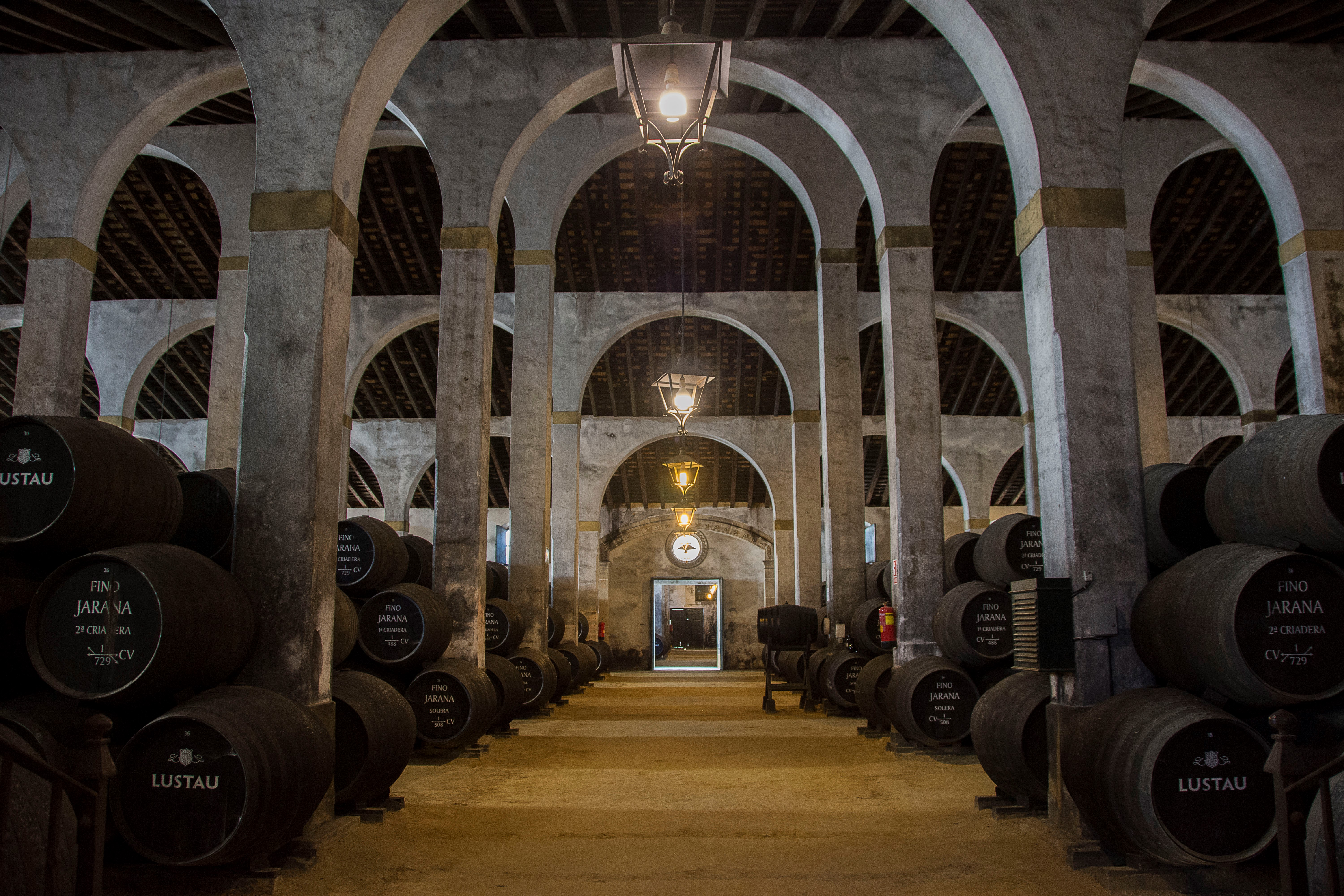
Interior de una bodega de Jerez.

El enoturismo o turismo enológico es un tipo de turismo enfocado a las zonas de producción vitivinícolas. Se relaciona con el turismo gastronómico y con el turismo cultural de carácter histórico o artístico cuando la industria vinícola se inserta en una zona histórica o con patrimonio cultural.
El enoturismo ofrece a las bodegas la posibilidad de promocionar el origen de sus productos, y pueden disponer de tienda o posibilidades de ofrecer una cata.

## Enoturismo en España
Aunque en los últimos años el enoturismo ha conseguido cierta repercusión en España, debido en parte a la dilatada tradición vitivinícola del país y su consolidación dentro de la industria turística, queda todavía un largo camino para que quede totalmente consolidado como nuevo modelo económico dentro de las bodegas y como nuevo modelo turístico en España, al igual que ocurre en otros países del entorno como Francia, Italia o EE. UU. donde este modelo de negocio es un modelo turístico consolidado.
Hay una serie de aspectos positivos del sector enoturístico en España que puede ser beneficioso y enriquecedor tanto para los turistas que hacen una "escapada" a bodegas vinícolas como por los propios empresarios e instituciones. Los primeros, generalmente amantes del vino, se benefician de la fusión de la buena gastronomía con el valor añadido del vino de calidad. Por otro lado, los segundos utilizan este método para promocionar sus productos y recibir así una retroalimentación de la mano de sus clientes ayudándoles a mejorar la calidad del producto.
Pero tampoco hay que olvidar que para que un producto o servicio turístico en una bodega funcione y sea rentable, debe ser desarrollado por un departamento específico dentro de la empresa, y que este modelo productivo tiene que ser también un trabajo conjunto entre todos los departamentos de la bodega. Debe haber, por tanto, colaboración entre las bodegas, empresarios e instituciones.
Tener un buen vino y abrir las puertas de la bodega no es suficiente para hablar de enoturismo. Para ello hay que hacer un estudio de mercado (DAFO) y diseñar la oferta en función de las necesidades del turista y no de los propios intereses de la bodega. Esta es la mejor forma de atraer turistas, conseguir un trato directo con el turista (consumidor, o no, de vino), una venta directa de vino a los mismos y posiblemente fidelización de clientes y una buena comunicación y publicidad boca-oído.
Un error a la hora de crear paquetes turísticos es la falta de personal específico y cualificado, como agencias de viajes específicas que crean y vendan esos paquetes, así como la legislación de la industris turística y agroalimentaria principalmente.
También se han desarrollado tratamientos de belleza y salud basados en vinos, denominado vinoterapia.

## Regiones enoturísticas
El enoturismo se enfoca en las zonas donde existe una mayor producción de vino y es una práctica extendida por todo el mundo. No obstante, hay países donde la tradición vinícola es más extendida como es el caso de España donde se puede encontrar este tipo de turismo en prácticamente todas las regiones debido a ser el tercer productor del mundo por detrás de Italia y Francia. Algunos de los lugares del mundo donde merece la pena practicar enoturismo son:

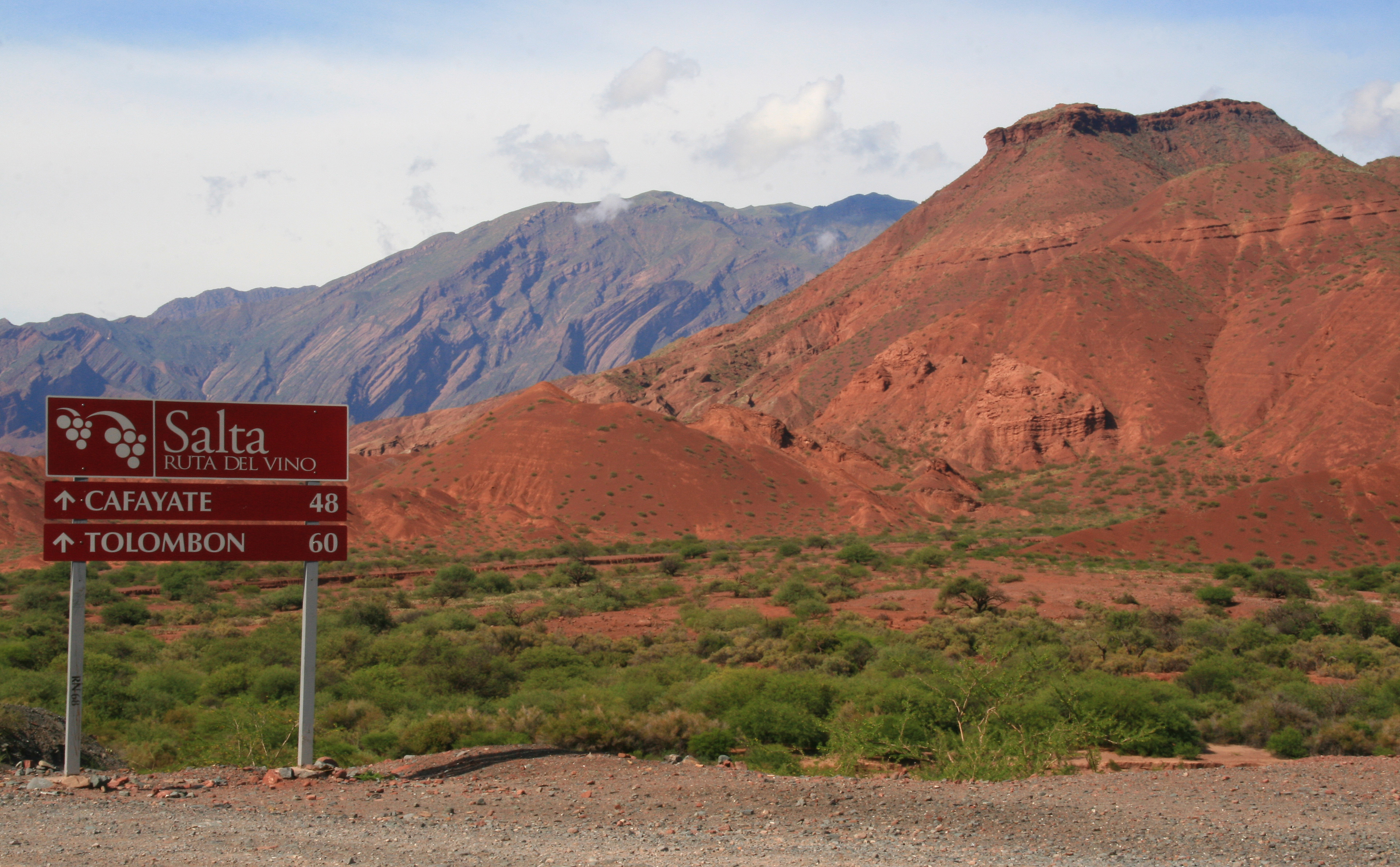
Ruta del vino de Salta en los Valles Calchaquíes (Argentina).

- Argentina: Las provincias de Mendoza, Río Negro , Salta,  San Juan y provincia de La Pampa, se destacan por la calidad de sus viñedos y sus recorridos para enófilos. En ambas provincias, la ruta del vino invita a recorrer las principales regiones en las que se produce vino argentino.

- Australia: Zonas vitivinícolas de Nueva Gales del Sur y Victoria.

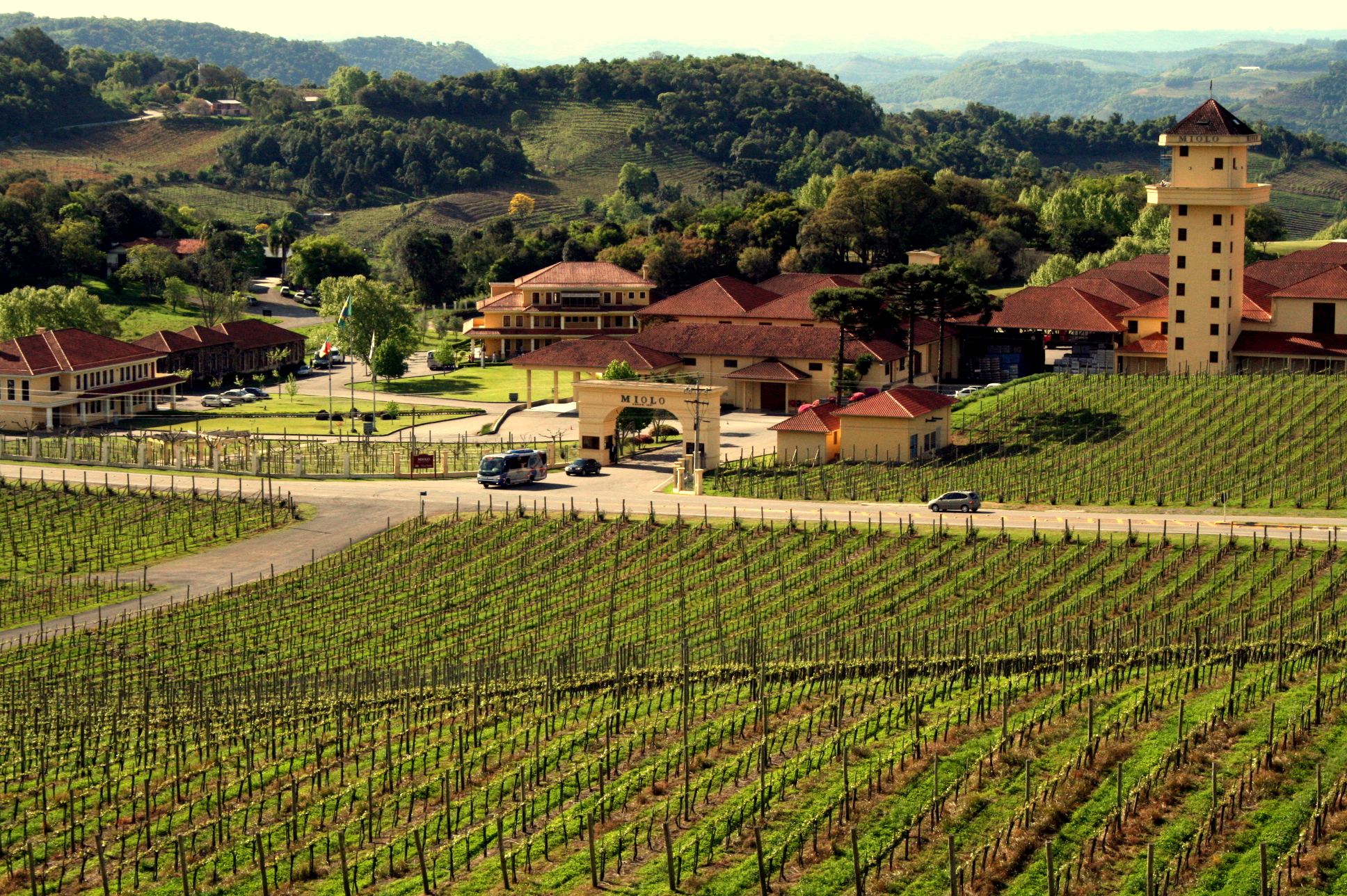
Vale dos Vinhedos en Rio Grande do Sul

- Brasil: En Brasil, más allá de turismo enológico, muchos excursionistas y lugareños realizan las diversas recorridos del vino existente, conocidas como Vale dos Vinhedos, Rota dos Espumantes, Caminhos de Pedra, Pinto Bandeira, os vinhos de Flores da Cunha, Caxias do Sul en el estado Rio Grande do Sul donde se encuentras las más destacadas. También los estados meridionales de Brasil como Santa Catarina, Paraná[3][4][5] Otra región vinícuola de gran importancia se encuentra en el Noreste del país en "Vale do Rio São Francisco" entre los estados Bahia y Pernambuco.

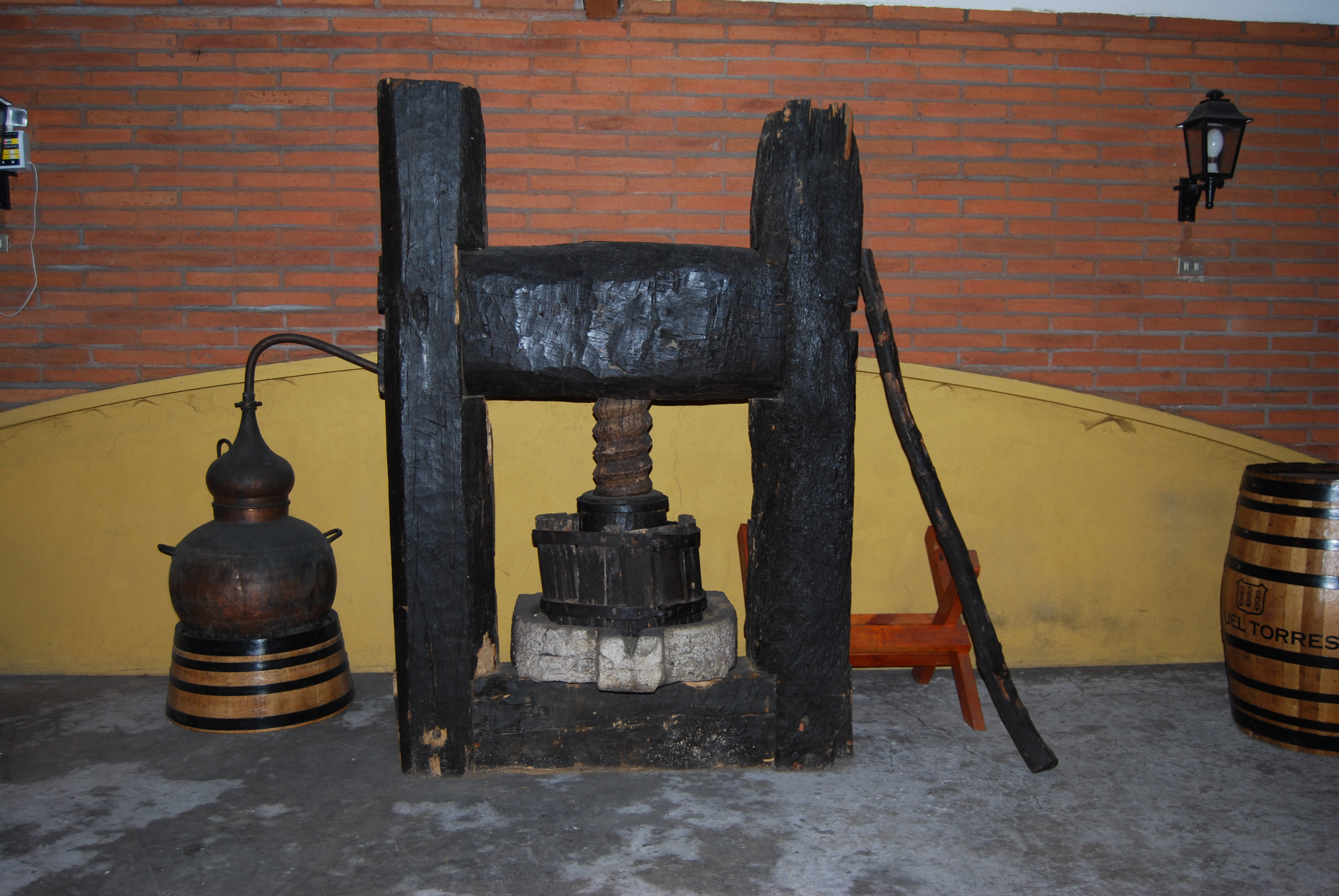
Antigua prensa de vino de la viña Miguel Torres, Curicó (Chile).

- Chile: En Chile durante el año 2013 se detectaron 78 viñas que poseían actividad turística en forma regular de un total de 339 bodegas productivas existentes en el país, es decir el 23 % de ellas se encuentran abiertas al turismo.[6] Entre las regiones de Coquimbo y del Biobío, desde el valle del Limarí por el norte hasta el valle del Itata por el sur, existen once Rutas del vino chileno. De ellas destacan las del Valle del Maipo en la Región Metropolitana que posee 23 viñas abiertas al público, seguido por el valle de Colchagua, en la Región de O'Higgins con 14 viñas abiertas al público y el Valle de Casablanca en la Región de Valparaíso con 12 viñas abiertas al público. También existen rutas asociadas al Valle del Maule y de Curicó, en la Región del Maule y más recientemente, se ha unido a ellas la ruta del vino del Valle del Itata en la Región del Bío-Bío. En total se registraron 533 499 visitantes durante el año 2013.

- España: Existen múltiples regiones vinícolas en España: Jerez, Jumilla, Rias Baixas, Ribera del Duero, Priorat, Navarra, Rioja (Rioja Alta, Rioja Baja, Rioja Alavesa), Toro, Penedès, La Mancha, Somontano, Alicante, Yecla, Montilla Moriles, Ribera del Guadiana, Tenerife.

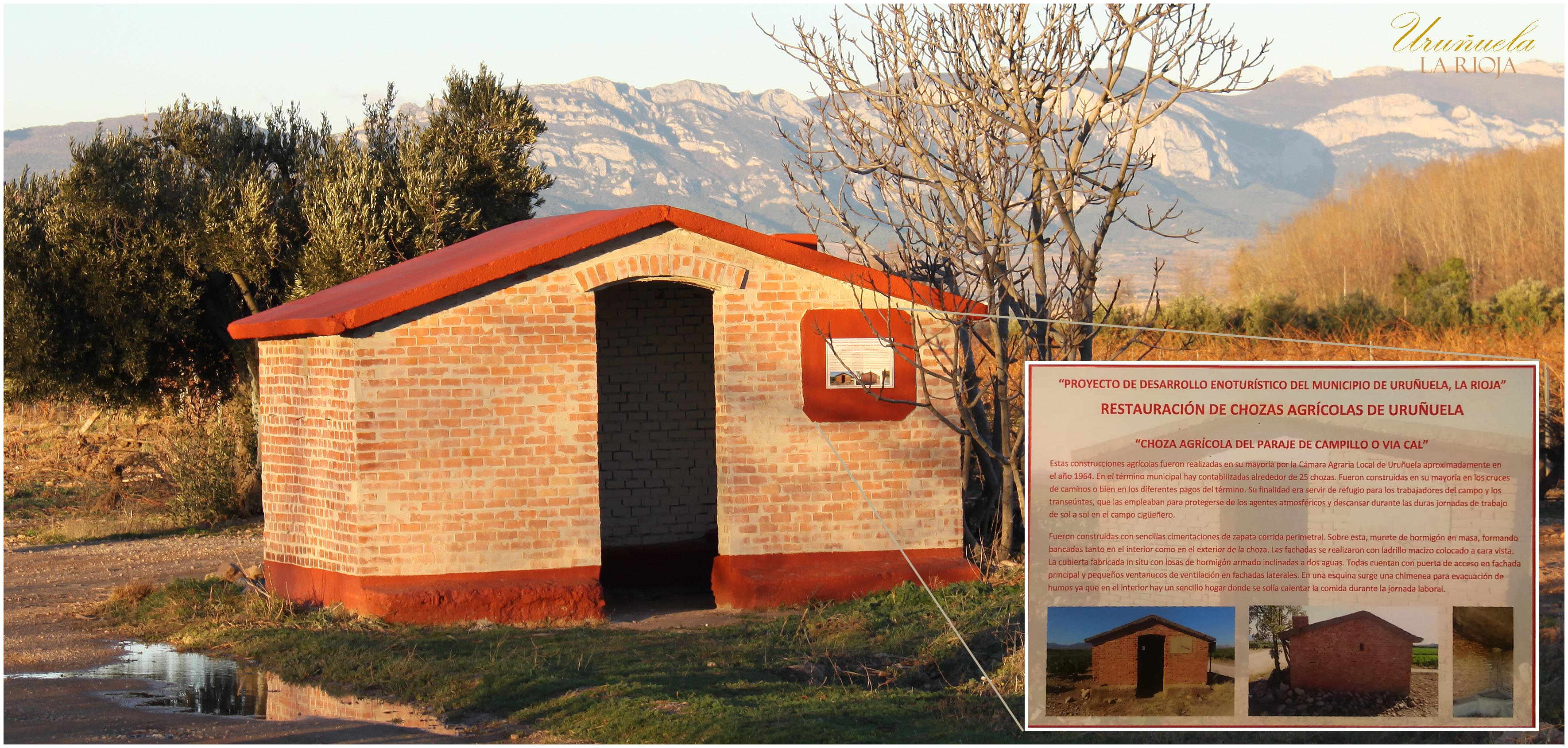
Choza agrícola de los viñedos de Uruñuela, Rioja Alta (España)

- Estados Unidos: Los valles de California.

- México: Zonas vitivinícolas de Ensenada, Baja California; Parras, Coahuila; Ezequiel Montes, Querétaro. Existen agencias de viajes dedicadas a proporcionar recorridos y visitas guiadas en las empresas vitivinícolas.

- Unión Europea: Oporto y el valle del Duero en Portugal; Burdeos en Francia; Toscana y las Langhe en Italia, también destaca la ruta del vino alemán en Renania-Palatinado.
- Portugal: Recién a principios del siglo XX surgió por primera vez la demarcación de la “Región Vinho Verdes”, siendo la Carta del 18 de septiembre de 1908 el primer documento oficial sobre esta hermosa región vinícola.  A nivel internacional, el reconocimiento oficial del Vinho Verde solo tuvo lugar en 1949 con la aceptación del informe de reivindicación de la Denominación de Origen “Vinho Verde”, presentado a la Oficina Internacional de la Vigne et du Vin, en París, y posteriormente , el reconocimiento del registro internacional de esta denominación de origen por la Organización Mundial de la Propiedad Intelectual en Ginebra (1973).

## Cultura del Vino en el Ecuador
Ecuador: Es una de las regiones de Latinoamérica en donde la cultura del vino ha ido creciendo. A finales del siglo pasado se consolida el cultivo en el valle de Patate, provincia de Tungurahua, a 2200 m s. n. m., con pocas hectáreas de clima tropical y dos cosechas anuales de variedades autóctonas (nacional blanca, nacional negra y moscatel), producían el vino de Misa. Posteriormente se elaboró durante muchos años, hasta la actualidad vino de mosto concentrado.
La cultura del vino en Ecuador va creciendo rápidamente en la última década, En 2006 se consumía una copa por habitante y hoy se consume 1,5 botellas por habitante. Esta cultura vitivinícola fue desarrollada en gran manera por La Cofradía del Vino
Existen actualmente dos bodegas que vinifican sus uvas: una en Quito, Chaupi Estancia que produce vino blanco de uva palomino, y otra en Guayaquil, Dos Hemisferios  Archivado el 22 de junio de 2018 en Wayback Machine., que utiliza uvas principalmente de origen francés.
En 1999 la bodega Dos Hemisferios, comienzan la plantación en Guayaquil a 0 m s. n. m. y a 10 km de la costa. Con clima tropical y suelo calcáreo tiene 2 cosechas al año. La temperatura máxima es de 32 °C y la mínima de 18 °C y con una amplitud térmica de 14 °C. A pesar de la humedad relativa del 70 % durante todo el año, hay 3 meses de lluvia en el invierno y 9 meses de sequía en el verano.
Las plagas son enfermedades criptogámicas, ácaros y otros insectos, pájaros y murciélagos. Se deben realizar 18 a 20 curaciones por ciclo vegetativo.
Por la falta de frío se debe inducir la brotación con Dormex, e incluso la fructificación es muy baja (50 qq/ha), pero con alta relación hoja/racimo.
Se cultiva uva Malbec, Cabernet, Merlot, Sauvignon, Ancellotta, Chardonnay y Sauvignon.